# Clara Peeters

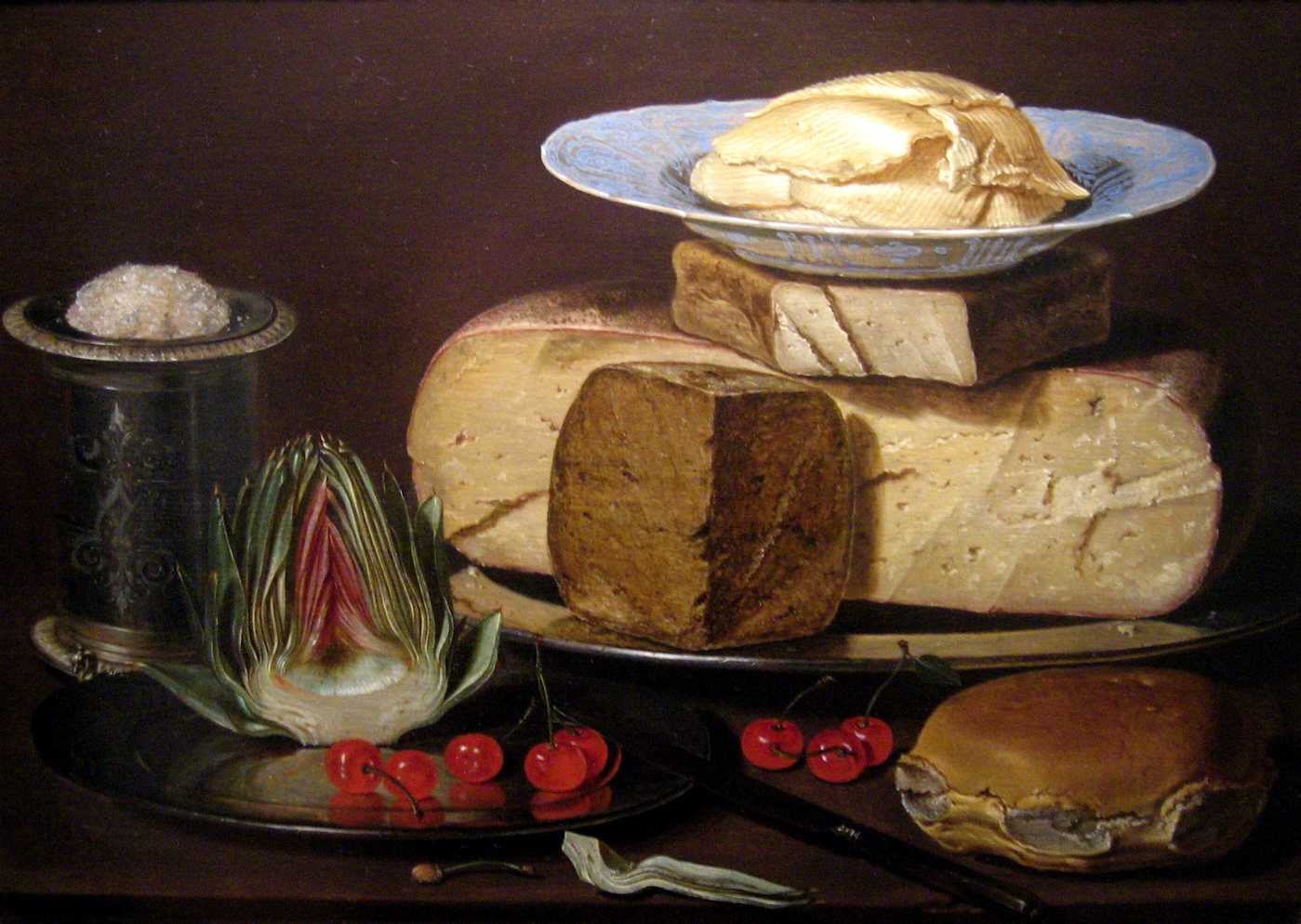
Martwa natura z serami, karczochem i wiśniami, ok. 1625

Clara Peeters (ur. najprawdopodobniej 1594 w Antwerpii, zm. po 1657 tamże) – flamandzka malarka, jedna z pierwszych kobiet w historii sztuki specjalizująca się w martwych naturach. Tworzyła głównie martwe natury śniadaniowe i bankietowe.
Do dziś zachowało się około 40 jej obrazów. Cztery z nich znajdują się obecnie w Museo Nacional del Prado w Madrycie. Kolejne oglądać można w Rijksmuseum w Amsterdamie, w Mauritshuis w Hadze, Ashmolean Museum w Oksfordzie, Kunsthalle w Karlsruhe, Los Angeles County Museum of Art oraz National Museum of Women in the Arts w Waszyngtonie. Jej prace znajdują się również w prywatnych kolekcjach.

## Życie i twórczość
Ponieważ nie zachowało się wiele świadectw pisanych, niewiele wiadomo o życiu Clary Peeters. Źródła podają sprzeczne informacje już na temat roku jej urodzin: jest to albo 1589 albo udokumentowana data chrztu – 15 maja 1594 w Antwerpii. Niepotwierdzona jest również data śmierci artystki. Wiadomo tylko, że musiało to być po 1657. Źródła różnią się także co do tego, czy Clara Peeters była mężatką. Pierwsze dokumenty, które odnotowują malarkę, pochodzą z 1612 (z Amsterdamu) i z 1617 roku (z Hagi). Według niektórych data zawarcia przez nią małżeństwa to 1639, co mają potwierdzać oficjalne dokumenty. Zdaniem innych nie ma pewności, że artystka kiedykolwiek wyszła za mąż. Wyjaśnienie tej wątpliwości jest ciekawe przede wszystkim w kontekście interpretacji jej obrazów, na których pojawiają się przedmioty osobiste kojarzone z typowymi dla tamtego czasu podarunkami weselnymi (np. pierścionek zaręczynowy lub obrączka, nóż z grawerowanym imieniem i nazwiskiem malarki czy naczynia stołowe używane przeważnie podczas uczt weselnych).
Jej pierwszy obraz datowany jest na 1607 lub 1608. Jest to niewielka martwa natura przedstawiająca słodycze, dwa kielichy z białym i czerwonym winem, gałązką rozmarynu i świecznikiem. Choć nie ma dowodów potwierdzających jej naukę w pracowni malarskiej, analiza dorobku artystki sugeruje odebranie przez nią profesjonalnego wykształcenia w technice malarstwa olejnego. Za jej mistrza uważa się niekiedy Osiasa Beerta – znanego malarza martwych natur z Antwerpii. Inne źródła podają, że nauczycielem artystki mógł być również jej ojciec.
Clara Peeters malowała przede wszystkim martwe natury z kwiatami, owocami i wiktuałami, choć na jej obrazach pojawiają się czasem także żywe zwierzęta (kot lub wiewiórka), monety i muszle oraz ludzie (prawdopodobnie autoportret datowany na ok. 1613–1629). Artystka niekiedy jest także uważana za prekursorkę włączenia ryb i owoców morza w kompozycję martwych natur.
Typowe w kompozycji jej obrazów jest umieszczanie niewielkich rozmiarów autoportretów w refleksach świetlnych widocznych na metalowych lub szklanych naczyniach stołowych. Jest to pionierska i charakterystyczna cecha jej malarstwa, przejmowana później przez innych malarzy siedemnastowiecznych z jej kręgu.

## Wybrane dzieła
- Martwa natura ze słodyczami, winem, pierścionkiem i świecznikiem (1607 lub 1608) – kolekcja prywatna[5]
- Martwa natura z kwiatami, słodyczami, pucharem, dzbanem i preclami (1611) – Madryt, Prado
- Martwa natura z rybami, owocami morza i karczochami (1611) – Madryt, Prado
- Martwa natura z dzikim ptactwem (1611) – Madryt, Prado
- Martwa natura z pomarańczami, oliwkami, dzbanem i paterą (ok. 1611) – Madryt, Prado
- Martwa natura z kwiatami i pucharami (1612) – Karlsruhe, Staatliche Kunsthalle
- Alegoria Vanitas, prawdopodobnie autoportret artystki (1613–1620)
- Martwa natura z serem, migdałami i preclami (ok. 1615) – Haga, Mauritshuis
- Martwa natura z kwiatami i owocami – Oksford, Ashmolean Museum
- Martwa natura z rybami, ostrygami i krewetkami – Amsterdam, Rijksmuseum